# Viola McCoy
Viola McCoy (ca. 1900 – ca. 1956) was een Amerikaanse blueszangeres, die optrad in de klassieke vrouwelijke bluesstijl tijdens een carrière die duurde van begin jaren 1920 tot eind jaren 1930.

## Biografie
Haar geboortenaam was mogelijk Amanda Brown (een naam waaronder ze soms opnam). Ze wordt verondersteld te zijn geboren in Mississippi, hoewel in een persbericht van 1924 werd beweerd dat ze uit Memphis (Tennessee) kwam. Ze trad op met de sideshow annex band die in 1916 was verbonden aan Sparks Circus, met de strip Scaddle-de-Mooch, geschreven door Cecil Mack in 1915, en het bluesnummer Daddy. Daddy is misschien een vroege versie van Oh, Daddy, opgenomen door Ethel Waters in 1921 en Bessie Smith in 1922. In 1917 toerde McCoy met de Georgia Smart Set. Begin jaren 1920 verhuisde ze naar New York, waar ze bij het cabaret werkte en in revues verscheen in de theaters van Lincoln en Lafayette. Ze toerde door het vaudeville-circuit van Theatre Owners Bookers Association en maakte van 1923 tot 1929 talloze opnamen voor verschillende labels, waaronder Gennett, Vocalion Records en Columbia Records.
Op haar opnamen uit 1923 was pianist Porter Grainger haar meest frequente begeleider. Latere begeleiders waren onder meer Fletcher Henderson, Louis Hooper en Bob Fuller. Enkele van haar opnamen worden verlevendigd door kazoo-solo's, uitgevoerd door McCoy. In 1927 was ze kort eigenaresse van Jack's Cabaret in New York, waar ze ook optrad. In 1930 exploiteerde ze een nachtclub in Saratoga (New York). In 1938 vestigde ze zich in Albany (New York) en was ze de rest van haar leven voornamelijk inactief in muziek. McCoy zou zijn overleden in Albany rond 1956. 

## Aliassen
McCoy nam nummers op onder verschillende pseudoniemen, waaronder Amanda Brown (labels Columbia, Perfect en Pathe), Daisy Cliff (label Guardsman), Clara White of Bessie Williams (labels Oriole en Domino), Gladys White (label Variety), Fannie Johnson (Cameo) en Susan Williams (Lincoln-label).

## Overlijden
Viola McCoy overleed in 1956 op 56-jarige leeftijd.
- Bibliothèque nationale de France: cb138332016 (data)
- International Standard Name Identifier: 0000 0000 4952 7015
- Library of Congress Control Number: nr95000540
- MusicBrainz: 1c8dba8c-43e8-4d4c-a186-f7d5a477bfe7
- SNAC: w6w50wvk
- Virtual International Authority File: 56497592
- WorldCat: E39PBJhRGMqKRbHyk8CcWWxqwC